# 2024年のいわきFC
2024年のいわきFCは、いわきFCの2024年シーズン成績を詳述する。

## 加入・移籍選手

### 2023-2024・冬の移籍

#### IN
| Pos | 選手名           | 生年月日 (年齢)        | 前所属                 | 発表日         | 備考                   |
| DF  | 辻岡佑真         | 2001年12月9日（22歳）  | 環太平洋大学           | 2022年12月24日 | 新加入                 |
| FW  | 近藤慶一         | 2002年3月3日（21歳）   | 名古屋学院大学         | 2022年12月24日 | 新加入                 |
| MF  | 加藤悠馬         | 2001年12月15日（22歳） | 拓殖大学               | 2022年12月24日 | 新加入                 |
| MF  | 白輪地敬大       | 2001年12月7日（22歳）  | 桐蔭横浜大学           | 2023年7月10日  | 新加入                 |
| MF  | 坂岸寛大         | 2002年1月18日（21歳）  | 新潟医療福祉大学       | 2023年9月29日  | 新加入                 |
| MF  | 大西悠介         | 2001年5月20日（22歳）  | 国士館大学             | 2023年10月23日 | 新加入                 |
| DF  | 生駒仁           | 1999年7月1日（24歳）   | レノファ山口FC         | 2023年12月14日 | 完全移籍加入           |
| GK  | 立川小太郎       | 1997年1月4日（26歳）   | 湘南ベルマーレ         | 2023年12月15日 | 完全移籍加入           |
| MF  | 大迫塁           | 2004年10月13日（19歳） | セレッソ大阪           | 2023年12月15日 | 育成型期限付き移籍加入 |
| GK  | ジュ・ヒョンジン | 2005年2月6日（18歳）   | 大東稅務高校           | 2023年12月15日 | 新加入                 |
| DF  | 照山颯人         | 2000年8月28日（23歳）  | FC今治                 | 2023年12月20日 | 完全移籍加入           |
| DF  | 大森理生         | 2002年7月9日（21歳）   | FC東京                 | 2023年12月21日 | 育成型期限付き移籍加入 |
| FW  | 棚田遼           | 2003年6月19日（20歳）  | サンフレッチェ広島     | 2023年12月22日 | 育成型期限付き移籍加入 |
| DF  | パク・ジュンヨン | 1995年3月15日（28歳）  | 安山グリーナーズ       | 2023年12月22日 | 完全移籍加入           |
| DF  | ブワニカ啓太     | 2002年12月26日（21歳） | ジェフユナイテッド千葉 | 2023年12月28日 | 完全移籍加入           |
| MF  | 西川潤           | 2002年2月21日（21歳）  | セレッソ大阪           | 2024年1月6日   | 育成型期限付き移籍加入 |

#### OUT
| Pos | 選手名             | 生年月日 (年齢)        | 在籍期間      | 契約解除 発表日 | 移籍先                 | 移籍先 発表日  | 備考                 |
| MF  | 黒宮渉             | 1998年12月21日（25歳） | 2020年-2023年 | 2023年11月27日  | 福山シティFC           | 2024年1月13日  | 完全移籍             |
| MF  | 宮崎幾笑           | 1998年2月17日（25歳）  | 2023年        | 2023年11月27日  |                        |                | 期限付き移籍期間満了 |
| DF  | 吉田知樹           | 1998年2月13日（25歳）  | 2016年-2023年 | 2023年12月9日   | 高知ユナイテッドSC     | 2023年12月9日  | 完全移籍             |
| DF  | 江川慶城           | 2000年4月2日（23歳）   | 2021年-2023年 | 2023年12月9日   | FC大阪                 | 2023年12月9日  | 完全移籍             |
| FW  | 古川大悟           | 1999年9月15日（24歳）  | 2021年-2023年 | 2023年12月9日   | FC大阪                 | 2023年12月9日  | 完全移籍             |
| MF  | 宮本英治           | 1998年8月3日（25歳）   | 2021年-2023年 | 2023年12月13日  | アルビレックス新潟     | 2023年12月13日 | 完全移籍             |
| DF  | 遠藤凌             | 1998年7月6日（25歳）   | 2022年-2023年 | 2023年12月13日  | アルビレックス新潟     | 2023年12月13日 | 期限付き移籍期間満了 |
| GK  | 高木和徹           | 1995年4月15日（28歳）  | 2023年        | 2023年12月14日  | ジェフユナイテッド千葉 | 2024年1月5日   | 期限付き移籍期間満了 |
| MF  | 芳賀日陽           | 2000年7月30日（23歳）  | 2023年        | 2023年12月14日  | FC大阪                 | 2023年12月14日 | 育成型期限付き移籍   |
| DF  | 辻岡佑真           | 2001年12月9日（22歳）  | (2024年-)     | 2023年12月14日  | テゲバジャーロ宮崎     | 2023年12月14日 | 育成型期限付き移籍   |
| DF  | 家泉怜依           | 2000年1月20日（23歳）  | 2022年-2023年 | 2023年12月15日  | 北海道コンサドーレ札幌 | 2023年12月15日 | 完全移籍             |
| FW  | 有田稜             | 1999年8月28日（24歳）  | 2022年-2023年 | 2023年12月15日  | モンテディオ山形       | 2023年12月15日 | 完全移籍             |
| MF  | 岩渕弘人           | 1997年9月17日（26歳）  | 2020年-2023年 | 2023年12月15日  | ファジアーノ岡山       | 2023年12月15日 | 完全移籍             |
| MF  | 永井颯太           | 1999年8月15日（24歳）  | 2022年-2023年 | 2023年12月22日  | 東京ヴェルディ         | 2023年12月22日 | 完全移籍             |
| DF  | 河村匠             | 2000年9月13日（23歳）  | 2023年        | 2023年12月22日  | 東京ヴェルディ         | 2023年12月22日 | 完全移籍             |
| FW  | 吉澤柊             | 1998年10月21日（25歳） | 2021年-2023年 | 2023年12月29日  | テゲバジャーロ宮崎     | 2023年12月29日 | 完全移籍             |
| FW  | ネルソン・エンリケ | 2002年6月7日（21歳）   | 2023年        | 2024年1月6日    |                        |                | 期限付き移籍期間満了 |

### 中途移籍

#### IN
| Pos | 選手名     | 生年月日 (年齢)        | 前所属             | 発表日        | 備考                       |
| DF  | 五十嵐聖己 | 2001年12月9日（22歳）  | 桐蔭横浜大学       | 2024年3月15日 | 2025年シーズンより加入内定 |
| DF  | 堂鼻起暉   | 1998年12月5日（25歳）  | 福島ユナイテッドFC | 2024年7月9日  | 完全移籍                   |
| DF  | 山内琳太郎 | 2002年10月25日（21歳） | 仙台大学           | 2024年8月6日  | 2025年シーズンより加入内定 |
| MF  | 柴田壮介   | 2003年5月26日（20歳）  | 湘南ベルマーレ     | 2024年8月6日  | 期限付き移籍               |
| FW  | 熊田直紀   | 2004年8月2日（19歳）   | FC東京             | 2024年8月9日  | 育成型期限付き移籍         |

#### OUT
| Pos | 選手名           | 生年月日 (年齢)        | 在籍期間      | 契約解除 発表日 | 移籍先            | 移籍先 発表日 | 備考               |
| MF  | 照山颯人         | 2000年8月28日（23歳）  | 2024年        | 2024年7月7日    | V・ファーレン長崎 | 2024年7月7日  | 完全移籍           |
| DF  | 嵯峨理久         | 1998年5月27日（26歳）  | 2021年-2024年 | 2024年7月7日    | ファジアーノ岡山  | 2024年7月7日  | 完全移籍           |
| FW  | 坂元一渚璃       | 2004年11月22日（19歳） | 2023年-2024年 | 2024年7月19日   | ブランデュー弘前  | 2024年7月19日 | 育成型期限付き移籍 |
| DF  | パク・ジュンヨン | 1995年3月15日（29歳）  | 2024年        | 2024年8月5日    |                   |               |                    |
| MF  | 鏑木瑞生         | 2000年5月28日（24歳）  | 2024年        | 2024年8月8日    | ヴァンラーレ八戸  | 2024年8月8日  | 期限付き移籍       |

## 結果

### J2リーグ

#### 節別成績表
勝利
      引分
      敗戦
      優勝
      2位
      3位
      18位-20位
| 節     | 1  | 2  | 3  | 4  | 5  | 6  | 7  | 8  | 9  | 10 | 11 | 12 | 13 | 14 | 15 | 16 | 17 | 18 | 20 |
| ------ | -- | -- | -- | -- | -- | -- | -- | -- | -- | -- | -- | -- | -- | -- | -- | -- | -- | -- | -- |
| 開催地 | A  | H  | H  | A  | A  | H  | A  | H  | A  | H  | A  | A  | H  | A  | H  | A  | H  | H  | H  |
| 結果   | L  | D  | W  | W  | D  | D  | L  | W  | D  | L  | W  | W  | W  | D  | L  | W  | D  | L  | D  |
| 順位   | 17 | 15 | 10 | 5  | 6  | 7  | 12 | 8  | 10 | 11 | 8  | 5  | 5  | 4  | 7  | 7  | 7  | 8  | 8  |
| 節     | 21 | 19 | 22 | 23 | 24 | 25 | 26 | 27 | 28 | 29 | 30 | 31 | 32 | 33 | 34 | 35 | 36 | 37 | 38 |
| 開催地 | A  | A  | H  | H  | A  | H  | H  | A  | H  | A  | A  | H  | A  | H  | A  | A  | H  | A  | H  |
| 結果   | W  | L  | L  | L  | W  | W  | W  | W  | L  | L  | W  | L  | W  | D  | D  | L  | L  | L  | W  |
| 順位   | 8  | 8  | 8  | 8  | 8  | 7  | 7  | 7  | 7  | 8  | 8  | 8  | 7  | 8  | 8  | 8  | 8  | 10 | 9  |

#### 節別試合結果
| 第1節 2024年02月24日 | 水戸ホーリーホック          | 1-0     | いわきFC        | 水戸市 |  |
| 14:03                | 安藤瑞季 25分 長井一真 67分 | Jリーグ | 山口大輝 45+1分 | 競技場: ケーズデンキスタジアム水戸 観客数: 5,577 人 主審: 清水修平 副審: 若槻直輝、宇治原拓也 第4の審判員: 中川愛斗 |  |

| 第2節 2024年03月03日 | いわきFC                      | 1-1     | ファジアーノ岡山                  | いわき市 |  |
| 13:03                | 谷村海那 90+7分 鏑木瑞生 25分 | Jリーグ | 田上大地 45+1分, 64分 末吉塁 24分 | 競技場: ハワイアンズスタジアムいわき 観客数: 4,241 人 主審: 上村篤史 副審: 西尾英朗、山村将弘 第4の審判員: 椎野大地 |  |

| 第3節 2024年03月09日 | いわきFC                                       | 3-1     | 鹿児島ユナイテッドFC                                                        | いわき市 |  |
| 14:03                | 谷村海那 33,61分 · 山下優人 77分 石田侑資 48分 | Jリーグ | 米澤令衣 46分 山口卓己 31分 · 岡本將成 38分 · 渡邉英祐 79分 · 藤村慶太 82分 | 競技場: ハワイアンズスタジアムいわき 観客数: 3,599 人 主審: 田中玲匡 副審: 田尻智計、内山翔太 第4の審判員: 竹田和雄 |  |

| 第4節 2024年03月17日 | ロアッソ熊本       | 0-6     | いわきFC                                                                          | 熊本市 |  |
| 13:03                | 岩下航 45+2分 71分 | Jリーグ | 照山颯人 9,70分 · 近藤慶一 28分 · 谷村海那 50分 · 山口大輝 75分 · 有馬幸太郎 80分 | 競技場: えがお健康スタジアム 観客数: 3,412 人 主審: 井上知大 副審: 木川田博信、竹長泰彦 第4の審判員: 堀格郎 |  |

| 第5節 2024年03月20日 | ヴァンフォーレ甲府        | 1-1     | いわきFC      | 甲府市 |  |
| 14:03                | 鳥海芳樹 13分 荒木翔 24分 | Jリーグ | 近藤慶一 25分 | 競技場: JIT リサイクルインク スタジアム 観客数: 7,790 人 主審: スミス・ルイス・ディーン 副審: 坊薗真琴、大矢充 第4の審判員: 川俣秀 |  |

| 第6節 2024年03月24日 | いわきFC | 0-0     | モンテディオ山形                          | いわき市 |  |
| 14:03                |          | Jリーグ | 川合歩 26分 · 南秀仁 52分 · 加藤千尋 73分 | 競技場: ハワイアンズスタジアムいわき 観客数: 4,853 人 主審: 福島孝一郎 副審: 浜本祐介、清水拓 第4の審判員: 植松健太朗 |  |

| 第7節 2024年03月30日 | ブラウブリッツ秋田                         | 1-0     | いわきFC      | 秋田市                                                                                                |  |
| 14:03                | 河野貴志 16分 水谷拓磨 3分 · 喜岡佳太 53分 | Jリーグ | 大西悠介 33分 | 競技場: ソユースタジアム 観客数: 2,509 人 主審: 長峯滉希 副審: 阿部将茂、篠藤巧 第4の審判員: 関谷宣貴 |  |

| 第8節 2024年04月03日 | いわきFC                                                     | 3-0     | 藤枝MYFC    | いわき市 |  |
| 19:03                | 山口大輝 29,66分 · 西川潤 78分 大西悠介 36分 · 大森理生 67分 | Jリーグ | 川島將 77分 | 競技場: ハワイアンズスタジアムいわき 観客数: 2,293 人 主審: 岡部拓人 副審: 唐紙学志、池田一洋 第4の審判員: 竹田和雄 |  |

| 第9節 2024年04月06日 | 横浜FC                                      | 2-2     | いわきFC                                  | 横浜市 |  |
| 14:03                | 伊藤翔 17分 · 三田啓貴 49分 ユーリララ 75分 | Jリーグ | 大迫塁 16分 · 照山颯人 53分 大西悠介 41分 | 競技場: ニッパツ三ツ沢球技場 観客数: 5,409 人 主審: 高崎航地 副審: 松井健太郎、若槻直輝 第4の審判員: 酒井達矢 |  |

| 第10節 2024年04月13日 | いわきFC                    | 2-3     | 清水エスパルス                                                    | いわき市 |  |
| 16:03                 | 西川潤 22分 · 谷村海那 80分 | Jリーグ | ルーカス・ブラガ 7分 · 乾貴士 9分 · 北川航也 68分 宮本航汰 90+4分 | 競技場: ハワイアンズスタジアムいわき 観客数: 5,038 人 主審: 榎本一慶 副審: 塚田智宏、千葉直史 第4の審判員: 植松健太朗 |  |

| 第11節 2024年04月21日 | 大分トリニータ              | 0-2     | いわきFC                      | 大分市 |  |
| 14:00                 | 野村直輝 55分 · 茂平 90+2分 | Jリーグ | 近藤慶一 59分 · 照山颯人 74分 | 競技場: レゾナックドーム大分 観客数: 8,748 人 主審: 清水修平 副審: 中野卓、西水流優一 第4の審判員: 上田隆生 |  |

| 第12節 2024年04月28日 | 栃木SC        | 0-1     | いわきFC      | 宇都宮市 |  |
| 14:03                 | 神戸康輔 52分 | Jリーグ | 谷村海那 28分 | 競技場: カンセキスタジアムとちぎ 観客数: 6,434 人 主審: 上原直人 副審: 大川直也、鶴岡泰樹 第4の審判員: 國吉真吾 |  |

| 第13節 2024年05月03日 | いわきFC                                           | 1-0     | ジェフユナイテッド千葉 | いわき市 |  |
| 16:04                 | 有馬幸太郎 70分 大西悠介 45分 · 下田栄祐 57分 77分 | Jリーグ | 久保庭良太 60分        | 競技場: ハワイアンズスタジアムいわき 観客数: 5,025 人 主審: 俵元希 副審: 塚越由貴、中澤涼 第4の審判員: 関谷宣貴 |  |

| 第14節 2024年05月06日 | 愛媛FC                        | 0-0     | いわきFC        | 松山市 |  |
| 15:03                 | 菊地俊介 26分 · 深澤佑太 72分 | Jリーグ | 近藤慶一 45+5分 | 競技場: ニンジニアスタジアム 観客数: 2,929 人 主審: 吉田哲朗 副審: 岩田浩義、山村将弘 第4の審判員: 正木篤志 |  |

| 第15節 2024年05月12日 | いわきFC                                        | 1-2     | レノファ山口FC               | いわき市 |  |
| 13:03                 | 谷村海那 23分 大森理生 85分 · 五十嵐聖己 90+2分 | Jリーグ | 河野孝汰 7分 · 山本駿亮 65分 | 競技場: ハワイアンズスタジアムいわき 観客数: 3,457 人 主審: 須谷雄三 副審: 木川田博信、塚田健太 第4の審判員: 酒井達矢 |  |

| 第16節 2024年05月18日 | ザスパ群馬                      | 0-1     | いわきFC                  | 前橋市 |  |
| 14:03                 | 高橋勇利也 19分 · 田頭亮太 74分 | Jリーグ | 山口大輝 61分 西川潤 63分 | 競技場: 正田醤油スタジアム群馬 観客数: 3,690 人 主審: 窪田陽輔 副審: 川崎秋仁、大矢充 第4の審判員: 桜井大介 |  |

| 第17節 2024年05月26日 | いわきFC                    | 1-1     | 徳島ヴォルティス                            | いわき市 |  |
| 14:03                 | 谷村海那 22分 大森理生 82分 | Jリーグ | 森昂大 45+2分 橋本健人 72分 · 増田功作 88分 | 競技場: ハワイアンズスタジアムいわき 観客数: 3,707 人 主審: 田中玲匡 副審: 篠藤巧、小出貴彦 第4の審判員: 堀越雅弘 |  |

| 第18節 2024年06月02日 | いわきFC                    | 1-2     | ベガルタ仙台                                     | いわき市 |  |
| 13:03                 | 谷村海那 46分 坂岸寛大 56分 | Jリーグ | 髙田椋汰 6分 · オナイウ情滋 52分 郷家友太 90+3分 | 競技場: ハワイアンズスタジアムいわき 観客数: 4,849 人 主審: 郷家友太 副審: 森川浩次、畠山大介 第4の審判員: 長田望 |  |

| 第20節 2024年06月16日 | いわきFC                        | 1-1     | ヴァンフォーレ甲府                  | いわき市 |  |
| 16:03                 | 有馬幸太郎 19分 坂岸寛大 45+2分 | Jリーグ | ピーター・ウタカ 64分 木村卓斗 84分 | 競技場: ハワイアンズスタジアムいわき 観客数: 4,060 人 主審: 清水修平 副審: 木川田博信、塚越由貴 第4の審判員: 高寺恒如 |  |

| 第21節 2024年06月22日 | レノファ山口 | 0-3     | いわきFC                            | 山口市 |  |
| 19:00                 |              | Jリーグ | 谷村海那 56分 · 有馬幸太郎 59. 66分 | 競技場: 維新みらいふスタジアム 観客数: 3,302 人 主審: 大橋侑祐 副審: 武田光晴、清水拓 第4の審判員: 向井修也 |  |

| 第19節 2024年06月26日 | V・ファーレン長崎                                   | 3-1     | いわきFC      | 諫早市 |  |
| 19:03                 | 笠柳翼 48分 · 加藤大 57分 · フアンマ・デルガド 84分 | Jリーグ | 大森理生 66分 | 競技場: トランスコスモススタジアム長崎 観客数: 3,702 人 主審: 長峯滉希 副審: 亀川哲弘、緒方孝浩 第4の審判員: 村田裕介 |  |

| 第22節 2024年06月29日 | いわきFC | 0-4     | 横浜FC                                                                          | いわき市 |  |
| 18:00                 |          | Jリーグ | ンドカ・ボニフェイス 31分 · 小川慶治郎 62分 · カプリーニ 66分 · 村田透馬 90+2分 | 競技場: ハワイアンズスタジアムいわき 観客数: 4,796 人 主審: 大坪博和 副審: 唐紙学志、鶴岡泰樹 第4の審判員: 宇治原拓也 |  |

| 第23節 2024年07月06日 | いわきFC | 0-1     | 大分トリニータ                            | いわき市 |  |
| 18:03                 | 谷村海那 | Jリーグ | キム・ヒョンウ 90+2分, 90+3分 鮎川峻 87分 | 競技場: ハワイアンズスタジアムいわき 観客数: 3,807 人 主審: 上原直人 副審: 林可人、池田一洋 第4の審判員: 中川愛斗 |  |

| 第24節 2024年07月14日 | モンテディオ山形                                              | 1-2     | いわきFC                                                                    | 天童市 |  |
| 19:03                 | 高橋潤哉 90+3分 國分伸太郎 47分 · ディサロ燦シルヴァーノ 51分 | Jリーグ | 堂鼻起暉 42分 · 谷村海那 56分 五十嵐聖己 68分 · 西川潤 76分 · 山下優人 82分 | 競技場: NDソフトスタジアム山形 観客数: 9,670 人 主審: 俵元希 副審: 川崎秋仁、松本康之 第4の審判員: 塚田智宏 |  |

| 第25節 2024年08月04日 | いわきFC                                                       | 2-0     | ブラウブリッツ秋田 | いわき市 |  |
| 18:04                 | 谷村海那 4, 69分 山口大輝 56分 · 大森理生 77分 · 石田侑資 88分 | Jリーグ | 才藤龍治 39分      | 競技場: ハワイアンズスタジアムいわき 観客数: 3,900 人 主審: 清水勇人 副審: 竹田明弘、内山翔太 第4の審判員: 大田智寛 |  |

| 第26節 2024年08月10日 | いわきFC                    | 2-1     | 愛媛FC                        | いわき市 |  |
| 18:03                 | 谷村海那 21分 · 82分 (o.g.) | Jリーグ | 曽田一騎 39分 茂木駿佑 90+3分 | 競技場: ハワイアンズスタジアムいわき 観客数: 4,423 人 主審: 石丸秀平 副審: 唐紙学志、若槻直輝 第4の審判員: 畠山大介 |  |

| 第27節 2024年08月17日 | ジェフユナイテッド千葉        | 0-3     | いわきFC                                                                    | 千葉市 |  |
| 19:03                 | メンデス 44分 · 小森飛絢 89分 | Jリーグ | 谷村海那 64分 · 有馬幸太郎 72分 · 74分 (o.g.) 山口大輝 37分 · 大森理生 89分 | 競技場: フクダ電子アリーナ 観客数: 10,879 人 主審: 木村博之 副審: 金井清一、竹長泰彦 第4の審判員: 宇治原拓也 |  |

| 第28節 2024年08月25日 | いわきFC                                        | 3-4     | ロアッソ熊本                                                                | いわき市 |  |
| 18:03                 | 山口大輝 25分 · 有馬幸太郎 52分 · 熊田直紀 74分 | Jリーグ | 石川大地 13, 49分 · 江﨑巧朗 36分 · 岩下航 68分 唐山翔自 73分 · 豊田歩 78分 | 競技場: ハワイアンズスタジアムいわき 観客数: 3,668 人 主審: 野堀桂佑 副審: 桜井大介、小出貴彦 第4の審判員: 金次雄之介 |  |

| 第29節 2024年08月31日 | ベガルタ仙台                   | 2-0     | いわきFC                      | 仙台市 |  |
| 19:03                 | 中島元彦 8, 73分 有田恵人 33分 | Jリーグ | 山下優人 30分 · 大森理生 64分 | 競技場: ユアテックスタジアム仙台 観客数: 14,773 人 主審: 川俣秀 副審: 眞鍋久大、安藤康平 第4の審判員: 千葉直史 |  |

| 第30節 2024年09月07日 | 鹿児島ユナイテッドFC | 1-3     | いわきFC                        | 鹿児島市                                                                                              |  |
| 19:00                 | 藤本憲明 90+2分      | Jリーグ | 西川潤 30分 · 谷村海那 39, 58分 | 競技場: 白波スタジアム 観客数: 7,511 人 主審: 窪田陽輔 副審: 塚越由貴、池田一洋 第4の審判員: 石丸秀平 |  |

| 第31節 2024年09月15日 | いわきFC      | 0-2     | V・ファーレン長崎                                                                              | いわき市 |  |
| 16:04                 | 熊田直紀 81分 | Jリーグ | マテウス・ジェズス 38分 · 田中隼人 73分 青木義孝 1分 · フアンマ・デルガド 29分 · 米田隼也 58分 | 競技場: ハワイアンズスタジアムいわき 観客数: 4,759 人 主審: 高崎航地 副審: 川崎秋仁、松本康之 第4の審判員: 平間亮 |  |

| 第32節 2024年09月22日 | 徳島ヴォルティス | 0-1     | いわきFC                                      | 鳴門市 |  |
| 18:04                 | 渡大生 87分      | Jリーグ | 有馬幸太郎 51分 石田侑資 10分 · 堂鼻起暉 72分 | 競技場: 鳴門・大塚スポーツパークポカリスエットスタジアム 観客数: 5,051 人 主審: 大坪博和 副審: 大川直也、清水拓 第4の審判員: 堀善仁 |  |

| 第33節 2024年09月22日 | いわきFC                        | 0-0     | 栃木SC | いわき市 |  |
| 15:33                 | 山口大輝 56分 · 大森理生 90+6分 | Jリーグ |        | 競技場: ハワイアンズスタジアムいわき 観客数: 5,056 人 主審: 福島孝一郎 副審: 西尾英朗、若宮健治 第4の審判員: 竹田和雄 |  |

| 第34節 2024年10月05日 | 藤枝MYFC                | 1-1     | いわきFC        | 藤枝市 |  |
| 17:03                 | 矢村健 16分 川島將 36分 | Jリーグ | 有馬幸太郎 88分 | 競技場: 藤枝総合運動公園サッカー場 観客数: 3,789 人 主審: 榎本一慶 副審: 林可人、田代雄大 第4の審判員: 中野卓 |  |

| 第35節 2024年10月20日 | ファジアーノ岡山 | 2-1     | いわきFC                                                  | 岡山市 |  |
| 14:03                 | 岩渕弘人 14,21分 | Jリーグ | 大森理生 51分 熊田直紀 10分 · 生駒仁 31分 · 谷村海那 90分 | 競技場: シティライトスタジアム 観客数: 9,960 人 主審: 田中玲匡 副審: 松井健太郎、宮原一也 第4の審判員: 松本大 |  |

| 第36節 2024年10月26日 | いわきFC                    | 1-2     | 水戸ホーリーホック                          | いわき市 |  |
| 13:54                 | 谷村海那 75分 堂鼻起暉 13分 | Jリーグ | 草野侑己 50分 · 中島大嘉 79分 飯泉涼矢 84分 | 競技場: ハワイアンズスタジアムいわき 観客数: 4,951 人 主審: 山下良美 副審: 金井清一、畠山大介 第4の審判員: 先立圭吾 |  |

| 第37節 2024年11月03日 | 清水エスパルス            | 1-0     | いわきFC        | 静岡市 |  |
| 14:00                 | 蓮川壮大 81分 吉田豊 42分 | Jリーグ | 熊田直紀 90+1分 | 競技場: IAIスタジアム日本平 観客数: 18,046 人 主審: 大橋侑祐 副審: 川崎秋仁、池田一洋 第4の審判員: 國吉真吾 |  |

| 第38節 2024年11月10日 | いわきFC                            | 3-0     | ザスパ群馬                      | いわき市 |  |
| 14:00                 | 山口大輝 13, 78分 · 有馬幸太郎 89分 | Jリーグ | 中塩大貴 54分 · 樺山諒乃介 80分 | 競技場: ハワイアンズスタジアムいわき 観客数: 5,034 人 主審: 須谷雄三 副審: 塚越由貴、山村将弘 第4の審判員: 原田雅士 |  |

### 天皇杯
| 2回戦 2024年06月12日 | ブラウブリッツ秋田 | 0-2 | いわきFC                                      | 秋田市                                                                                               |  |
| 19:00                | 丹羽詩温 90+2分    | JFA | 有馬幸太郎 35分 · 山口大輝 73分 坂岸寛大 69分 | 競技場: ソユースタジアム 観客数: 872人 主審: 今村義朗 副審: 宮原一也、竹田和雄 第4の審判員: 山崎真菜 |  |

| 3回戦 2024年07月10日 | サンフレッチェ広島                                                | 4-0 | いわきFC                        | いわき市 |  |
| 19:00                | 佐々木翔 62, 68分 · 大橋祐紀 66分 · マルコス・ジュニオール 90+1分 | JFA | 加瀬直輝 45+4分 · 坂岸寛大 75分 | 競技場: ハワイアンズスタジアムいわき 観客数: 3,074 人 主審: 小屋幸栄 副審: 平間亮、手代木直美 第4の審判員: 佐藤誠和 |  |

### ルヴァンカップ
| 1回戦 2024年03月13日 | FC大阪        | 0-2     | いわきFC                                      | 東大阪市 |  |
| 19:03                | 藤田雄士 62分 | Jリーグ | 山口大輝 71分 · 近藤慶一 87分 白輪地敬大 40分 | 競技場: 東大阪市花園ラグビー場 観客数: 1,980 人 主審: 上田益也 副審: 村井良輔、田代雄大 第4の審判員: 山口隆平 |  |

| 2回戦 2024年04月17日 | いわきFC                        | 0-2     | アルビレックス新潟                                           | いわき市 |  |
| 19:03                | 白輪地敬大 38分 · 加藤悠馬 42分 | Jリーグ | 長谷川巧 6分 · 谷口海斗 90+1分 太田修介 61分 · 石末龍治 83分 | 競技場: ハワイアンズスタジアムいわき 観客数: 3,618 人 主審: 笠原寛貴 副審: 聳城巧、塚田健太 第4の審判員: 矢野浩平 |  |